# Weltmeisterschaften im Trampolinturnen 2018
Die 33. Turn-Weltmeisterschaften im Trampolinturnen 2018 fanden vom 7. bis 10. November 2018 in St. Petersburg, Russland, statt.

## Ergebnisse

### Männer Einzel
| Rang | Land                | Turner       |
| ---- | ------------------- | ------------ |
|      | Volksrepublik China | Gao Lei      |
|      | Volksrepublik China | Dong Dong    |
|      | Russland            | Andrey Judin |

### Synchron Männer
| Rang | Land       | Turner                              |
| ---- | ---------- | ----------------------------------- |
|      | Belarus    | Uladsislau Hantscharou Oleg Rabtsau |
|      | Frankreich | Sebastien Martiny Allan Morante     |
|      | Australien | Ty Swadlng Dominic Clarke           |

### Doppel Mini-Trampolin Männer
| Rang | Land               | Turner               |
| ---- | ------------------ | -------------------- |
|      | Russland           | Mikhail Zalomin      |
|      | Vereinigte Staaten | Ruben Alonzo Padilla |
|      | Argentinien        | Lucas Adorno         |

### Tumbling Männer
| Rang | Land                   | Turner         |
| ---- | ---------------------- | -------------- |
|      | Russland               | Vadim Afanasew |
|      | Vereinigtes Königreich | Elliot Browne  |
|      | Volksrepublik China    | Zhang Kuo      |

### Damen Einzel
| Rank | Land                | Turnerin            |
| ---- | ------------------- | ------------------- |
|      | Kanada              | Rosannagh MacLennan |
|      | Volksrepublik China | Zhu Xueying         |
|      | Russland            | Jana Pawlowa        |

### Synchron Damen
| Rang | Land   | Turner                            |
| ---- | ------ | --------------------------------- |
|      | Japan  | Hikaru Mori Megu Uyama            |
|      | Kanada | Rosannagh MacLennan Sarah Milette |
|      | Mexiko | Dafne Navarro Loza Melissa Flores |

### Doppel Mini-Trampolin Damen
| Rang | Land               | Turner            |
| ---- | ------------------ | ----------------- |
|      | Schweden           | Lina Sjöberg      |
|      | Spanien            | Melania Rodriguez |
|      | Vereinigte Staaten | Kristie Lowell    |

### Tumbling Damen
| Rang | Land                   | Turner              |
| ---- | ---------------------- | ------------------- |
|      | Volksrepublik China    | Jia Fangfang        |
|      | Vereinigtes Königreich | Shanice Davidson    |
|      | Russland               | Wiktorija Danilenko |

### Mixed

#### Allaround Mix
| Rang | Land                | Turner                                                                                             |
| ---- | ------------------- | -------------------------------------------------------------------------------------------------- |
|      | Volksrepublik China | Feng Baoyi Jia Fangfang Zhang Kuo Anna Gaiganowa Zeng Linglong Zhu Fangfang Zhu Xueying            |
|      | Portugal            | Mafalda Bras Diogo Vilela Diogo Abreu Raquel Pinto Mariana Carvalho Diogo Carvalho Costa           |
|      | Kanada              | Laurence Roux Michael Chaves Jeremy Chartier Jonathon Schwaiger Zoe Lynn Hipel Rosannagh MacLennan |

### Medaillenspiegel
| Rang | Nation                 | Gold | Silber | Bronze | Gesamt |
| ---- | ---------------------- | ---- | ------ | ------ | ------ |
| 1    | Volksrepublik China    | 3    | 2      | 1      | 6      |
| 2    | Russland               | 2    | -      | 3      | 5      |
| 3    | Kanada                 | 1    | 1      | 1      | 3      |
| 4    | Japan                  | 1    | -      | -      | 1      |
| 4    | Belarus                | 1    | -      | -      | 1      |
| 4    | Schweden               | 1    | -      | -      | 1      |
| 7    | Vereinigtes Königreich | -    | 2      | -      | 2      |
| 8    | Vereinigte Staaten     | -    | 1      | 1      | 2      |
| 9    | Portugal               | -    | 1      | -      | 1      |
| 9    | Frankreich             | -    | 1      | -      | 1      |
| 9    | Spanien                | -    | 1      | -      | 1      |
| 12   | Argentinien            | -    | -      | 1      | 1      |
| 12   | Australien             | -    | -      | 1      | 1      |
| 12   | Mexiko                 | -    | -      | 1      | 1      |